# Городище (Кичменгско-Городецкий район)
Городище — деревня в Кичменгско-Городецком районе Вологодской области.
Входит в состав Кичменгского сельского поселения, с точки зрения административно-территориального деления — в Кичменгский сельсовет.
Расстояние по автодороге до районного центра Кичменгского Городка составляет 7 км, до центра муниципального образования Кичменгского Городка — 7 км. Ближайшие населённые пункты — Коряково, Подол, Княжигора.
Население по данным переписи 2002 года — 7 человек.